# 顾维良
顾维良（1926年10月—2014年3月30日），上海市宝山区人，中华人民共和国政治人物。

## 生平
早年参加中共地下党，后担任杭州市粮食局科长、杭州市计划委员会主任，杭州市商业局副局长，杭州市副市长兼市计委主任，杭州市人大常委会党组书记、主任等职。
1994年7月，离职休养。
2014年3月30日，於杭州病逝，享年88岁。